# 臭草属
臭草属（学名：Melica）是禾本科下的一个属，为多年生直立草本植物。该属分布于温带地区。